# Theo Wirth
Theo Walter Wirth (* 1941) ist ein Schweizer Altphilologe und Didaktiker.

## Leben
Er studierte Klassische Philologie und Alte Geschichte an den Universitäten Zürich und Wien. Nach der Promotion unterrichtete er von 1967 bis 2001 als Hauptlehrer und Professor für Griechisch und Latein an der Kantonsschule Zürich. Von 1983 bis 2002 wirkte er ausserdem als Dozent für die Fachdidaktik der Alten Sprachen an der Zürcher Universität. Seit 1996 ist er Fachredaktor für die Abteilung Alte Sprachen auf dem Bildungsserver SwissEduc.